# Latające machiny kontra Pan Samochodzik
Latające machiny kontra Pan Samochodzik – polski film fabularny dla młodzieży, w którego scenariuszu zostały wykorzystane niektóre wątki zawarte w powieści Zbigniewa Nienackiego Pan Samochodzik i złota rękawica.
W rolę Pana Samochodzika wcielił się Piotr Krukowski. Akcja filmu rozgrywa się nie nad Jeziorakiem a w okolicach Międzybrodzia Żywieckiego w Beskidzie Małym. Sekwencje były również realizowane w ogrodzie zoologicznym w Łodzi.

## Obsada
- Piotr Krukowski jako pan Tomasz "Samochodzik"
- Małgorzata Markiewicz jako "Bajeczka"
- Jan Strumiłło jako Piotruś
- Joanna Jędryka jako Joanna, matka Piotrusia, znajoma pana Tomasza
- Witold Pyrkosz jako Lejwoda "Bil Arizona", autor powieści kryminalnych
- Krystyna Feldman jako Zofia, gosposia Lejwody-Arizony
- Andrzej Kozak jako tata "Bajeczki", instruktor "Szkoły Ikarów"
- Ewa Skibińska jako aktorka Diana Denver
- Adam Baumann jako reżyser Domini
- Włodzimierz Adamski jako Batura
- Kazimierz Czapla jako "ochroniarz" Zenek
- Piotr Pręgowski jako "ochroniarz" Franek
- Jan Hencz jako fotoreporter z Paryża
- Bronisław Cieślak jako komisarz Borewicz
- Sławomir Sulej jako aktor grający w filmie bandytę

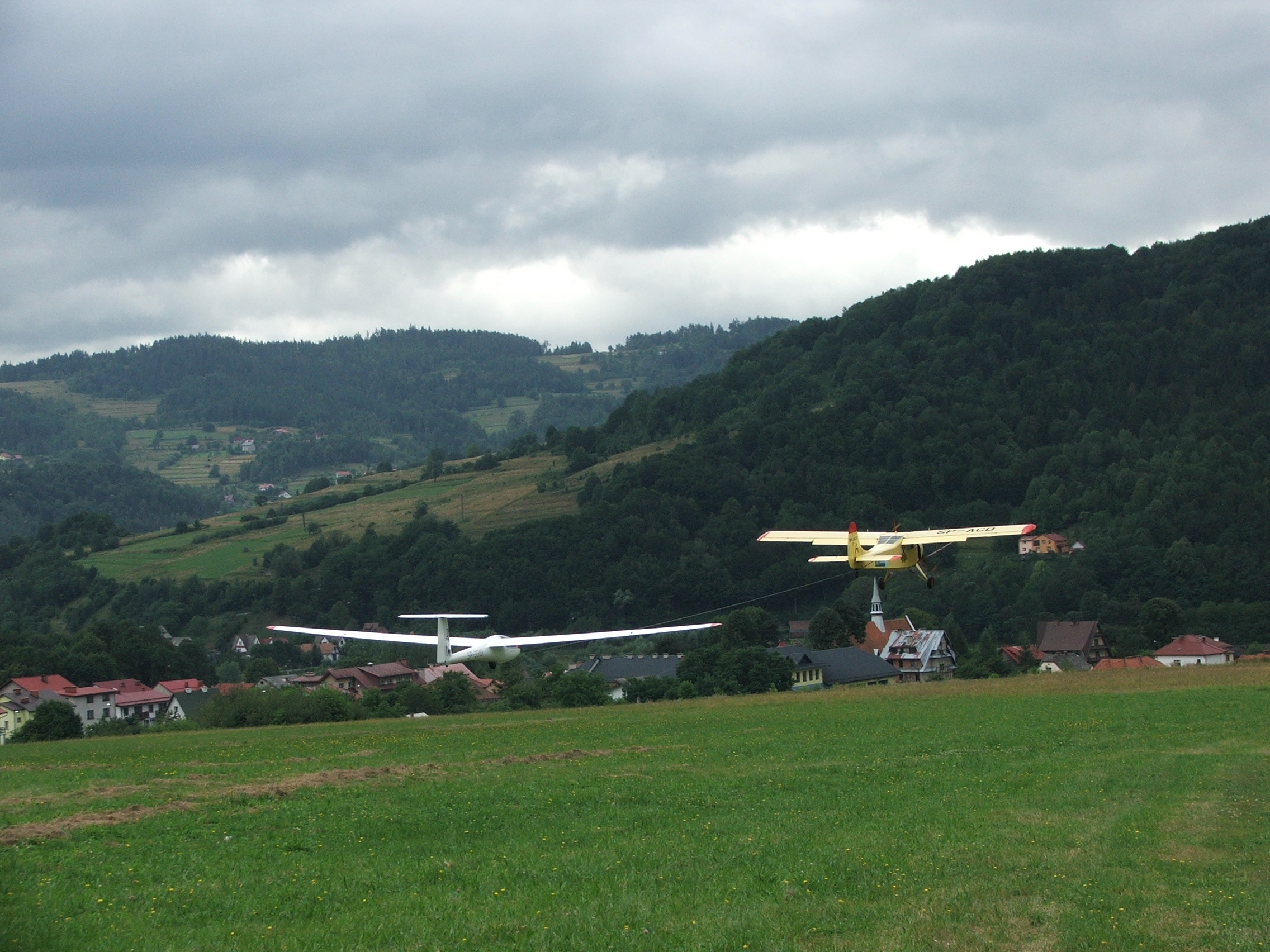
Lotnisko w Międzybrodziu Żywieckim, jedno z miejsc akcji filmu